# Německé Čechy
Provincie Německé Čechy (německy Provinz Deutschböhmen) byl region v Čechách, který vznikl a trval krátce po první světové válce. Rozkládal se v severních a západních Čechách, jakož i v Orlických horách, v oblastech obývaných především Němci.

## Historie
Dne 28. října 1918 byl v Praze vyhlášen samostatný československý stát a mimo jiné v důsledku této události rakouský císař Karel I. abdikoval dne 11. listopadu 1918. Následně, dne 12. listopadu 1918, byla ve Vídni vyhlášena republika Německé Rakousko. Jednou z provincií tohoto nově vzniklého státu byly právě Německé Čechy, s hlavním městem Liberec. Již od 29. října 1918 byl zemským hejtmanem tohoto útvaru rakouský politik Raphael Pacher, který byl krátce na to, dne 5. listopadu 1918, vystřídán Rudolfem Lodgmanem von Auen.
Samotná provincie Deutschböhmen se orientovala převážně na Rakousko, jehož si přála zůstat součástí. Z toho důvodu byli vysláni poslanci z této provincie na rakouský říšský sněm. Podpora ze strany Rakouska byla však brzy ukončena. Již během zimy roku 1918 byla Vídeň nucena k ukončení otevřené podpory provincie, kdy Československá republika využila tuhé zimy a připojila tento požadavek jako nutnost k dodávání uhlí do Rakouska. Po ukončení podpory ze strany Rakouska se snažila provincie Deutschböhmen orientovat na Německo, které však nebylo v pozici politické ani vojenské, aby mohlo provincii včlenit do svého území. V tomto období také znovu ožívá myšlenka velkoněmecké koncepce.
Československá vláda tyto regiony považovala za své území. Koncem listopadu 1918 počaly československé jednotky tažení do vzbouřených oblastí, takže již 16. prosince 1918 byl obsazen Liberec a dne 27. prosince 1918 bylo vojensky obsazeno poslední velké vzbouřené město Litoměřice. Povstalecká správa utekla z Liberce přes Drážďany do Vídně. Lodgman von Auen se ještě zúčastnil v roce 1919 jednání o Saint-Germainské smlouvě, která ale potvrdila příslušnost Německých Čech k Československu.